# Dolichopus annaclareii
Dolichopus annaclareii är en tvåvingeart som beskrevs av Johann Christian Carl Gunther 1982. Dolichopus annaclareii ingår i släktet Dolichopus och familjen styltflugor.
Artens utbredningsområde är Illinois. Inga underarter finns listade i Catalogue of Life.